# Leuctra tarnogradskii
Leuctra tarnogradskii is een steenvlieg uit de familie naaldsteenvliegen (Leuctridae). De wetenschappelijke naam van de soort is voor het eerst geldig gepubliceerd in 1928 door Martynov.